# Andallón
Andallón (en asturiano y oficialmente: Andayón) es una aldea que pertenece a la parroquia de Santullano en el concejo de Las Regueras (Principado de Asturias). Se encuentra a 126 m s. n. m. y está situada a 1 km de la capital del concejo, Santullano. 

## Población
En 2020 contaba con una población de 65 habitantes (INE 2020) repartidos en un total de 21 viviendas.